# Kume, Okayama
Kume (久米郡 Kume-gun) là huyện thuộc tỉnh Okayama, Nhật Bản. Tính đến ngày 1 tháng 10 năm 2020, dân số ước tính của huyện là 17.583 người và mật độ dân số là 57 người/km2. Tổng diện tích của huyện là 310,8 km2